# Texas contro White
Texas contro White è una sentenza della Corte suprema degli Stati Uniti d'America del 1869, in cui i giudici hanno confermato, nella trattazione di una disputa sulla vendita di obbligazioni finanziarie appartenenti al Texas pre-bellico, l’impossibilità per uno Stato federato di secedere unilateralmente dall’Unione, annunciando, contestualmente, la piena invalidità retroattiva degli atti secessionisti emanati, durante la guerra civile americana, dagli Stati della Confederazione.

## Origine del contenzioso

### Secessione e vendita di titoli
L’origine del contenzioso è da ricondursi ufficialmente al 1º febbraio 1861, quando la “Convenzione di secessione” del Texas redasse e approvò un' “Ordinanza di secessione”, poi approvata sia dalla legislatura statale che da un referendum.
Nell’ambito di queste norme, tuttavia, per far fronte allo sforzo bellico, fu anche previsto nel 1861 che lo Stato vendesse l’ultima parte, ancora invenduta, dei 10 milioni di dollari depositati in forma obbligazioni da parte Governo federale nei conti statali. Essi, infatti, erano stati emessi al Texas pre-bellico come risoluzione delle richieste di ridimensionamento della frontiera statale definite dal Compromesso del 1850, e poi in seguito venduti, tranne per una piccola parte.
Per fare ciò, tuttavia, legge statale esistente richiedeva che il governatore del Texas autorizzasse la transazione, ma temendo che il prezzo di vendita si sarebbe abbassato se il Dipartimento del Tesoro degli Stati Uniti avesse rifiutato di onorare le obbligazioni vendute da uno stato confederato, il legislatore ha quindi abrogato il requisito per l'approvazione del governatore, al fine di tenere nascosta l'origine dei titoli. Ciononostante, prima che le obbligazioni fossero effettivamente vendute, un “unionista” del Texas notificò il Tesoro dei fatti e quest’ultimo, conseguentemente, affermò presto che non avrebbe onorato alcuna obbligazione del Texas, a meno che non fosse stata approvata dal governatore pre-bellico (Sam Houston).
Nonostante l'avvertimento, alla fine 136 obbligazioni furono acquistate da un'intermediazione di proprietà di due individui di nome George W. White e John Chiles. Anche se questa vendita probabilmente è avvenuta precedentemente, la conferma scritta della transazione non è stata eseguita fino al 12 gennaio 1865. Nel frattempo, si scoprì anche che le obbligazioni erano state rivendute a diversi individui, uno o più dei quali erano stati in grado di farsi rimborsare con successo attraverso il Governo degli Stati Uniti.
Con la fine della guerra e l’inizio dell’era della ricostruzione, il Presidente degli Stati Uniti Andrew Johnson nominò un governatore temporaneo, Andrew J. Hamilton, ed ordinò al Texas di creare una nuova costituzione statale che formasse un nuovo assetto istituzionale statale fedele all'Unione.
Quando, alla fine, anche il Dipartimento del Tesoro degli Stati Uniti venne infine a conoscenza della situazione relativa alle obbligazioni, ha rifiutato di rimborsare le obbligazioni vendute da White e Chiles; in aggiunta a ciò, quando anche lo Stato del Texas ricostruito si rese conto che non era più in possesso delle obbligazioni, stabilì che le obbligazioni erano state vendute illecitamente per finanziare la ribellione contro gli Stati Uniti e dunque le transazioni erano invalide.
In seguito, al fine di riconquistare le obbligazioni, lo Stato ha richiesto, in virtù della giurisdizione originale attribuita alla Corte Suprema degli Stati Uniti sulle dispute "in cui uno Stato è parte" ai sensi dell'articolo III, sezione 2 della Costituzione degli Stati Uniti, di intervenire in merito. Il caso è quindi stato depositato il 15 febbraio 1867.

### Politicizzazione del caso
Poco dopo la presentazione della causa, dunque, lo scontro giudiziario si fece politico:
- La fazione radicale dei Repubblicani al Congresso degli Stati Uniti, si oppose fermamente alla politica del Presidente Johnson nella ricostruzione, ritenendo che la gestione dovesse rimanere ancora sotto il controllo dell’esercito e che dunque la Corte dovesse respingere il ricorso per l’assenza di un Governo statale ufficiale e legittimo in Texas[6]. Tale posizione fu anche accolta dai cosiddetti “Moderati”, frustrati da una serie di cause intentate dai Governatori provvisori degli Stati del Sud-Ovest per ostacolare la ricostruzione del Congresso.

A causa di ciò, tuttavia, i Repubblicani stavano abbandonando la posizione dell’ex-Presidente Abraham Lincoln secondo cui gli Stati non avevano mai lasciato l'Unione, preferendo trattare con il Sud-Ovest come province conquistate e totalmente soggette al controllo federale
- I Democratici, d'altra parte, essendo vicini alle istanze sudiste, volevano che la Corte riconoscesse l'esistenza di un governo statale ufficiale in Texas, poiché il processo avrebbe così avuto l'effetto di riconoscere lo stato come “pienamente reintegrato” nell'Unione, rendendo così incostituzionali le Leggi per la Ricostruzione.

Anche gli azionisti di Wall Street s’interessarono presto al caso, opponendosi a qualsiasi azione che minacciasse gli obbligazionisti e gli investitori.

## Argomentazioni presentate
In totale, tra Texas ed i vari imputati, dodici avvocati sono intervenuti nel caso. Le argomentazioni davanti alla Corte Suprema sono state fatte in tre giorni, durante le audizioni del 5, 8 e 9 febbraio 1869.

### Stato del Texas (querelante)
Nell’argomentazione del caso, gli avvocati del Texas contestarono la legittimità delle azioni della legislatura statale confederata, differenziando, su domanda degli imputati, tra gli atti della legislatura necessari "per preservare la comunità sociale dall'anarchia e mantenere l'ordine" (come gli atti ordinari inerenti a matrimoni, questioni penali e civili) e quelli "progettati per promuovere la Confederazione o che erano in violazione della Costituzione degli Stati Uniti"
Il Texas ha, in seguito, sostenuto che era un principio giuridico ben consolidato che se il trasferimento originale a White e Chiles fosse stato definito invalido, allora anche i trasferimenti successivi non erano logicamente validi. Chiles e White sarebbero, dunque, potuti essere responsabili nei confronti di tali acquirenti, e tutti gli acquirenti che avevano riscattato con successo le obbligazioni erano responsabili e passibili di citazione in giudizio a favore dello Stato per l'importo ricevuto.

### White, Chiles et al. (imputati)
Gli avvocati di White e Chiles, per difendersi, hanno prima sollevato la questione della giurisdizione, affermando che la sezione della Costituzione che concedeva la giurisdizione originale alla Corte suprema non si applicasse in questa condizione, poiché la situazione istituzionale del Texas non era assimilabile a quella di uno stato come contemplato dai Fondatori, ma quella di un territorio soggiogato dalla conquista militare. I residenti del Texas, dunque, erano soggetti a dominio militare e non avevano alcuna rappresentanza al Congresso e nessun diritto costituzionale.
In seguito, gli avvocati degli imputati hanno esposto differenti argomenti a favore della loro tesi comune:
- Gli avvocati di Chiles hanno sostenuto che la vendita delle obbligazioni stesse, anche se condotta da un governo secessionista, non era in violazione della Costituzione. La loro vendita, infatti, era a beneficio del popolo dello stato, e questo stesso, semplicemente perché era in quel momento soggetto ad un diverso governo, non poteva decidere di invalidare le azioni del governo che lo aveva preceduto. Respingendo, dunque, l'idea che il Popolo dello stato e lo Stato stesso fossero entità legalmente separate. Finché il popolo aveva scelto di agire attraverso i rappresentanti, dunque, era irrilevante chi fossero quegli stessi rappresentanti[10].
- James Mandeville Carlisle, l'avvocato di un altro imputato, ha sostenuto che, poiché il suo cliente aveva acquistato le sue obbligazioni sul libero mercato di New York, non aveva modo di conoscere eventuali contestazioni riguardanti la validità del suo titolo. Egli ha inoltre affermato che i precedenti che riconoscevano che le decisioni del governo "secessionista" sarebbero state comunque vincolanti per qualsiasi governo successivo, essendo "universalmente ammesse nel diritto pubblico proprio delle nazioni"[10].
- L'avvocato di White, P. Phillips, ha infine sostenuto che, se le vendite di obbligazioni non erano valide, allora tutte le azioni del governo statale durante la guerra sarebbero state nulle, dichiarando che "il governo civile riconosce la necessità del governo in ogni momento". Phillips concluse la sua argomentazione affermando che, se, in effetti, il Texas avesse agito illegalmente durante la guerra, allora un governo successivo non avrebbe avuto il diritto di appellarsi a tale illegalità dinnanzi alla Corte Suprema[11].

## Opinione della Corte Suprema, dissensi e reazioni

### Opinione di maggioranza (Chase)
Con una maggioranza di 5-3, la Corte Suprema ha esposto, il 12 aprile 1869, la propria opinione, scritta direttamente dal Presidente della Corte Salmon P. Chase, affrontando mano mano le varie questioni:
Iniziando dalla contestazione della giurisdizione federale sul caso e sullo Stato, il Giudice-capo Chase, un ex-Segretario al tesoro degli Stati Uniti sotto il presidente Abraham Lincoln, ha stabilito che l'approvazione da parte di uno qualsiasi dei tre governatori del disegno di legge originale presentato alla Corte era sufficiente per autorizzare l'azione, ai sensi della Costituzione degli Stati Uniti, poiché l’atto stesso era derivato da un’azione statale;
Per giustificare tale affermazione, Chase iniziò scrivendo sull’origine della nazione, derivata da una necessità di Unione ed armonizzazione di colonie distinte e “disordinate”. Nei fatti, egli evidenziò che l'Unione originale delle colonie era stata creata in reazione a problemi molto reali affrontati dalle stesse, ed il primo risultato di queste circostanze, in effetti, fu la creazione degli Articoli della Confederazione, che stabilirono da subito "un'unione perpetua" tra questi Stati. Difatti, essendo questo vincolo molto forte e sentito, la Costituzione, una volta attuata, ha solo rafforzato e perfezionato questa relazione.
Qui un estratto:
(Texas v. White, 74 U.S. (7 Wall.) 700 (1869).)
Dopo aver stabilito l'origine della nazione, Chase ha poi affrontato il rapporto del Texas con quell'originale Unione. Rifiutò categoricamente l'idea che il Texas avesse semplicemente creato un "patto" con gli altri stati; piuttosto, disse, che esso si era di fatto "incorporato" in un corpo politico indissolubile già esistente, in condizioni di parità con gli altri enti già presenti.
Qui un estratto:
(Texas v. White, 74 U.S. (7 Wall.) 700 (1869))
Per questi motivi, secondo la Corte suprema, il Texas non era mai stato al di fuori dell'Unione, e qualsiasi azione statale intrapresa per dichiarare la secessione o attuare l'Ordinanza di secessione era nulla. I diritti dello stato stesso, così come i diritti dei texani in quanto statunitensi, rimasero dunque intatti
Qui un estratto:
(Texas v. White, 74 U.S. (7 Wall.) 700 (1869))
Tuttavia, la sospensione da parte dello stato del governo pre-bellico ha comunque richiesto agli Stati Uniti di abbattere la ribellione e ristabilire la corretta relazione tra il Texas ed il Governo federale. Questi obblighi sono stati vincolati, secondo la corte, dalla stessa Costituzione, nella sua concessione del potere di sopprimere le insurrezioni (Art. I, sez. 8, cl. 15) e nella responsabilità di assicurare per ogni stato una forma di governo repubblicana (Art. IV).
Qui un estratto:
(Texas v. White, 74 U.S. (7 Wall.) 700 (1869))
Dopo aver risolto la questione della giurisdizione, Chase è quindi passato al possesso delle obbligazioni. Nei precedenti casi giudiziari di circuito, Chase aveva riconosciuto la validità delle decisioni legislative intese esclusivamente a "mantenere la pace e l'ordine all'interno della società meridionale". Aveva riconosciuto la validità delle "licenze di matrimonio, delle transazioni di mercato e di altri atti quotidiani legalmente sanzionati dai governi statali confederati". Tuttavia, in questo caso, egli ha chiaramente trattato le azioni a sostegno dello sforzo bellico sotto una luce diversa.
Qui un estratto:
(Texas v. White, 74 U.S. (7 Wall.) 700 (1869))
Chase, di conseguenza, ha concluso stabilendo che il rapporto dello stato con White e Chiles "era quindi traditore e invalido", ordinando che il ricostruito stato del Texas mantenesse la proprietà delle obbligazioni e avesse diritto alla restituzione delle stesse o al pagamento di un equivalente in contanti da parte di coloro che avevano incassato dalla vendita delle obbligazioni.

### Opinione dissenziente (Grier)
Disposta l’opinione, il giudice Robert Grier, in disaccordo, scrisse presto un dissenso: Rifacendosi al caso Hepburn contro Ellzey (1805), in cui il giudice capo John Marshall aveva definito uno stato come "un'entità avente diritto ai rappresentanti sia nel Congresso che nel Collegio elettorale", affermò che lo status del Texas era diventato più analogo a una tribù indiana che a uno stato. Credeva anche che la questione della statualità del Texas fosse una questione di determinazione del Congresso piuttosto che giudiziaria, ed egli non era "disposto ad unirsi a nessun saggio per dimostrare che il Texas è uno Stato dell'Unione quando il Congresso aveva deciso che non lo è". Il giudice Grier ha detto, inoltre, che l'affermazione del Texas di non essere uno stato durante la guerra civile era l'equivalente di fare una "richiesta folle", chiedendo alla corte di annullare ora tutti i suoi atti "fatti durante l’inabilità". Anche i giudici Noah H. Swayne e Samuel F. Miller si sono in seguito associati.
Quest’ultimi hanno respinto l'opinione della maggioranza per diversi motivi:
- Grier, un "filosudista" della Pennsylvania, era contrario alla “Ricostruzione radicale” e si occupava principalmente degli obbligazionisti. Sentiva che il Dipartimento del Tesoro degli Stati Uniti aveva perso il controllo sulle obbligazioni subito dopo la loro emissione;
- Miller e Swayne erano più vicini di Chase alla posizione radicale. In un dissenso separato, essi furono d'accordo con la maggioranza che le obbligazioni erano state vendute illegalmente dal governo secessionista, ma erano d'accordo con Grier che l’occupato stato del Texas non era uno stato ai sensi della Costituzione[18].

### Reazioni
La decisione della Corte, per quanto in seguito divenuta pilastro fondamentale della giurisprudenza statunitense e importante vincolo di unità tra Governo federale degli Stati Uniti e Stati federati ancora rispettato e valido ai giorni nostri, fu presto criticata, al tempo, da vari schieramenti:
- I Repubblicani radicali vedevano questo come prova che Chase stesse abbandonando “una causa che una volta avrebbe sostenuto con entusiasmo”;
- I conservatori, invece, condannarono Chase per una decisione che avrebbe permesso di continuare più liberamente la ricostruzione federale attuata dal Congresso[19].